# Studeriotes mirabilis
Studeriotes mirabilis is een zachte koraalsoort uit de familie Viguieriotidae. De koraalsoort komt uit het geslacht Studeriotes. Studeriotes mirabilis werd in 1909 voor het eerst wetenschappelijk beschreven door Thomson & Simpson. 